# Seznam bolgarskih smučarjev
Seznam Bolgarskih smučarjev.

## Č
- Nikola Čongarov

## D
- Petar Dičev
- Borislav Dimitračkov
- Bojan Dimitrov (1916-2005?)

## G
- Georgi Georgiev
- Stefan Georgiev

## K
- Maria Kirkova

## P
- Petar Popangelov
- Albert Popov (*1997)
- Ljubomir Popov
- Stefan Prisadov
- Angel Pumpalov

## S
- Konstantin Stoilov

## Š
- Aleksandar Šalamanov

## V
- Nadežda Vasileva
- Eva Vukadinova

## Z
- Kamen Zlatkov